# Byblos
Byblos (Grieks: Βύβλος; Assyrisch: Gubla; Arabisch: Jubail) is een historische Fenicische havenstad in het huidige Libanon. De stad ligt ten noorden van Beiroet aan de Middellandse Zee.
De geschiedenis van de stad gaat terug tot het derde millennium voor Christus. In de bronstijd was het de belangrijkste haven van de Levant, vooral voor de handel in cederhout naar Egypte. Uit deze handelsnederzetting ontstond een stadstaat. De stadskoningen van Byblos waren vazallen van de Egyptische farao's. Ook stond Byblos bekend als overslagplaats van het uit Egypte afkomstige schrijfmateriaal papyrus, dat hierdoor in het Grieks werd aangeduid als biblion. Dit woord ging ook 'geschrift', 'boek' betekenen; uit het meervoud daarvan zijn via het Latijnse biblia (sacra) '(heilige) boeken' onze woorden Bijbel en bibliotheek afgeleid. In de tweede helft van het tweede millennium v.Chr. werd de stad Ugarit de belangrijkste havenplaats in de Levant.
In 1984 is Byblos door UNESCO tot Werelderfgoed verklaard.

## Geschiedenis
De eerste tekenen van bewoning dateren uit het midden van het 7e millennium v.Chr. Byblos is de meest noordelijke nederzetting waar Yarmukian-aardewerk uit deze periode is gevonden. Rond 3.600 v.Chr. begon zich de stad te vormen op een plateau met twee heuveltoppen dat uitstak in zee, ten noorden van de monding van de Qassouba. Daar bevond zich een baai die een natuurlijke haven vormde. Op het plateau bevond zich een waterput, waarnaast al rond 3.300 v.Chr. een heiligdom werd gebouwd. Doorheen het 4e millennium v.Chr. vonden in Byblos begravingen in vazen plaats.
Al vanaf het midden van het 4e millennium v.Chr. was er sprake van handel in metalen. Naast koper werden in Byblos ook goud en zilver gebruikt, terwijl de dichtste zilvermijnen zich 300 km verderop bevonden. Al voor 3000 v.Chr. vond er vervoer van cederhout naar Egypte plaats, mogelijk via Byblos. Andere exportproducten waren cederolie en hars, dat gebruikt werd als lijm of als conserveringsmiddel. Gekamde kruiken (Combed Jars) uit de streek van Byblos werden massaal teruggevonden in Egypte.

### Bronstijd
In de Vroege Bronstijd (het 3e millennium v.Chr.) werd Byblos een echte stad met een muur, een koninklijk paleis en monumentale tempels. De ommuurde stad had een diameter van iets meer dan 300 meter en een oppervlakte van zes ha. In de muur waren vier stadspoorten. Rond de stad ontstonden kleine dorpen die met de stad waren verbonden.
Rond 2850 v.Chr. werd ook de Tempel van Ba'alat Gubla (de Dame van Byblos) gesticht ten noorden van de Heilige Put, die tot de Romeinse tijd in gebruik bleef. Ba'alat Gubla was aldus Herodotus stadsgodin van Byblos, die er door de Feniciërs werd gehuldigd. Daarnaast telde de stad minstens zeven andere tempels waaronden de Obeliskentempel. Op verschillende plaatsen in de stad zijn deposities gevonden, bestaande uit begraven wapens of kleine metalen beelden die menselijke figuren of dieren voorstellen.
Tussen 2347 en 2335 stuurde Farao Teti van de 6de dynastie (ook Merenptah en Othoes) expedities naar Kanaän. In Byblos zijn sporen van hem gevonden. Naast Egypte werd er ook handel gedreven met Ebla in het huidige Syrië.
Vanaf de 16e eeuw v.Chr. schreven de Baäls ('Heren') hun naam in Proto-Sinaïtisch in een cartouche zoals farao's, maar omschreven hun functie als 'ondergeschikte' gouverneurs. Er zijn verschillende koningsgraven opgegraven maar datering van de bij naam bekende koningen uit de Bronstijd is problematisch.
Tegen de Late Bronstijd had Byblos haar uitzonderlijke handelsband met Egypte verloren. De stad bleef evenwel bloeiend als een van de handelssteden van de Levant. In de 15e eeuw v.Chr. ontstond de pentapolis van de vijf steden: Sidon, Tyros, Byblos, Aradus en Beiroet. Deze stedenbond moet niet verward worden met de zuidelijkere Filistijnse pentapolis (Gat, Ekron, Gaza, Askelon en Asdod). Door de verovering van de Levant onder farao Thoetmosis III in de 15e eeuw v.Chr. kwam Byblos in het Egyptische Rijk te liggen.
Tabletten uit de periode tussen 1400 en 1200 v.Chr. wijzen op een significante Hurritisch sprekende minderheid in Ugarit van Cyprioten, Hettieten, Egyptenaren, mannen uit Tyrus, Byblos, Mesopotamië en Palestina.

### IJzertijd
Rond 1220 v.Chr. wordt in de Amarnabrieven melding gedaan van de aanwezigheid van Sherden (een van de Zeevolken) rond Byblos. Byblos maakte zich los van de Egyptische heerschappij en herwon zijn onafhankelijkheid. Het Fenicisch alfabet maakte zijn opgang in de stad. In de 9e eeuw v.Chr. kwamen Byblos en de omringende koninkrijken onder Assyrische heerschappij. Een eeuw later werden de koninkrijken omgevormd tot Assyrische provincies. Byblos viel onder de provincie Sidon maar kon wel zijn koning behouden.
Na een Babylonische tijd kwam Byblos in 539 in het Perzische Rijk te liggen. Door de Perzische koning Cambyses (6e eeuw v.Chr.) werd Byblos samen met Sidon aangewezen als marinehaven. De Perzen bouwden een terras boven de oude stad en bouwden nieuwe stadspoorten. Ook de tempel van de Dame van Byblos werd verfraaid. Rond 450 v.Chr. begon Byblos als eerste stad in de regio eigen munten te slaan

### Hellenistische periode
Tegen de tijd dat Alexander de Grote de streek veroverde, was Byblos geen belangrijke stad meer. Onder het Macedonisch bestuur verdween het koningschap van Byblos. De stad profileerde zich als bedevaartsoord. Geschriften uit Berytus (Beiroet) melden dat de Ba'alat nog steeds de voornaamste godheid van Byblos was in de 4e eeuw v.Chr. Veel berichten uit Byblos melden dat die plaats nauw verbonden was met Egypte. Hier werd de godin zowel onder de naam Isis-Hathor als Baälat vereerd. Veel symbolen van de godin en haar uraeuscobra zijn te midden van de ruïnes van de tempel met fundamenten uit 2800 v.Chr. teruggevonden. Volgens de Egyptische mythologie zou Isis naar Byblos zijn gereisd om het lichaam van haar dode broer/echtgenoot Osiris terug te krijgen. Zelfs in 150 na Chr. schrijft Lucianus over de dood van de minnaar van de godin, toen bekend als Adonis, die in Aphaca, dicht bij Byblos, plaatsvond waar hij begraven werd, en hij onthult dat de geheime riten van Adonis die van Osiris zijn.

### Romeinen
In 64 v.Chr. werd de regio geannexeerd door de Romeinen. De Itureeërs, een Arabisch nomadenvolk dat naar het Libanongebergte was verdreven, nam Byblos en Beiroet in. 
Bekend is dat Herodes, de koning van Judea, de bouw van een nieuws stadsmuur financierde. Tijdens de Romeinse keizertijd verscheen een grote nieuwe tempel die mogelijk gewijd was aan Adonis. De stad werd veel uitgebreider en kreeg een klein theater (odeon) en een pronkfontein (nymphaeum).
Rond 650 verzandde de oude haven van Byblos.

### Middeleeuwen
Vanaf de 11e eeuw n.Chr. komen de kruisvaarders het gebied beheersen, waaruit het Graafschap Tripoli voortkomt. De oude stad wordt dan Gibelet genoemd en wordt toegevoegd als grafelijk domein (zie ook Leenschap Gibelet). Er werd een kruisvaarderskasteel gebouwd.

### Recente geschiedenis
De haven van Byblos raakte tijdens de Israëlisch-Libanese oorlog van 2006 net als een groot gedeelte van de Libanese kust vervuild met aardolie uit een kapotgeschoten tank.

## Opgravingen
De eerste publicaties over Byblos stammen uit 1864 van Renan. Vanaf 1921 tot aan het einde van de jaren 1970 is de vindplaats onderworpen aan een stelselmatige serie opgravingen, eerst onder Montet, later zijn opvolger Dunand in samenwerking met het Libanese Departement van Oudheden. De stad was gelegen op een rotsachtig uitsteeksel in zee rond een bron die het hele jaar door als watervoorziening kon dienen. De nabijheid van de bossen van de Libanon was van groot belang voor de ontwikkeling van de stad. Egypte had grote behoefte aan hout en had zelf geen bossen.
De tempel van de stadsgodin Ba'alat Gubla (ook Ba'alat Gebel) is waarschijnlijk al rond 2800 v.Chr. gesticht en werd geleidelijk uitgebreid. Er zijn resten gevonden van een tempel die op fundamenten van voor 2800 v.Chr. stond en die aan de Egyptische godin Hathor was gewijd. Het heiligdom is tot in de Romeinse tijd in gebruik gebleven.
De contacten met Egypte waren al vroeg van belang. Er zijn scherven van vazen van Menkaura, Unas en zowel Pepi I als Pepi II gevonden. Een inscriptie van Sneferu verklaart de Egyptische aanwezigheid: het cederhout van de Libanon. 